# Монтевекија
Монтевекија (итал. Montevecchia) је насеље у Италији у округу Леко, региону Ломбардија.
Према процени из 2011. у насељу је живело 117 становника. Насеље се налази на надморској висини од 392 м.

## Становништво
Према резултатима пописа становништва 2011. у општини је живело 2.480 становника.
| 1931. | 1936. | 1951. | 1961. | 1971. | 1981. | 1991. | 2001. | 2011. |
| ----- | ----- | ----- | ----- | ----- | ----- | ----- | ----- | ----- |
| 1.393 | 1.406 | 1.520 | 1.414 | 1.402 | 1.851 | 2.234 | 2.468 | 2.480 |